# Yichang
Yichang (en chino, 宜昌; pinyin, Yíchāng (escuchar)ⓘ) es la segunda ciudad-prefectura más grande en la provincia de Hubei, República Popular China. Está situada en las orillas del río Yangtsé, en el extremo este de la garganta de Xiling (西陵峡), de la presa de las Tres Gargantas. Su área es de 21 230 km² y su población total para 2019 superó los 4 millones de  habitantes. 
Yichang es un punto de conexión con las culturas Ba del oeste (un antiguo estado situado al este de lo que es hoy en día la provincia de Sichuan) y el Estado de Chu, un antiguo estado en la que hoy es la provincia de Hubei.

## Administración
La ciudad prefectura de Yichang se divide en 6 localidades que se administran en 6 distritos urbanos, 3 ciudades suburbanas y 5 condados rurales, de los cuales 2 son autónomos.
- Distrito Xiling (西陵区)
- Distrito Wujiagang (伍家岗区)
- Distrito Dianjun (点军区)
- Distrito Xiaoting (猇亭区)
- Distrito Yiling (夷陵区)
- Ciudad Zhijiang (枝江市)
- Ciudad Yidu (宜都市)
- Ciudad Dangyang (当阳市)
- Condado Yuan'an (远安县)
- Condado Xingshan (兴山县)
- Condado Zigui (秭归县)
- Condado autónomo Changyang (长阳土家族自治县)
- Condado autónomo Wufeng (五峰土家族自治县)

## Historia
La ciudad tiene una rica historia de unos 4.000 años. En tiempos antiguos la ciudad se le conoció como Yiling. Hay registros históricos que dicen que en el año 278 a. C. durante el periodo de los Reinos Combatientes, el general Bai Qi (白起) militar líder del estado Qin prendió fuego a Yiling. En el 222 Yichang es también el sitio de la Batalla de Yiling o Xiaoting (夷陵之战) durante el Período de los Tres Reinos.
Bajo el reino del Emperador Guangxu la ciudad fue abierta al comercio exterior, por el tratado de la Convención Chefoo (烟台条约) entre los Qing y el Reino Unido el 21 de agosto de 1876. El gobierno imperial estableció una compañía de navegación allí y construyeron muelles de menos de 500 metros de largo. Desde 1949, más de 50 muelles han sido construidos en el puerto de manera que su área del muelle es ahora más de 15 kilómetros de largo. En 1940, durante la segunda guerra sino-japonesa, la batalla de Zaoyang-Yichang (枣宜会战) se llevó a cabo en la zona. La ciudad como hoy la conocemos fue establecida el 16 de julio de 1949.

## Geografía
Como la mayoría de las ciudades a nivel de prefectura, Yichang incluye tanto un área urbana (que se etiqueta en los mapas menos detallados como "Yichang") como la zona rural circundante. Abarca 21.084 kilómetros cuadrados en la provincia occidental de Hubei, a ambos lados del río Yangtsé. El desfiladero de Xiling, el más oriental de las Tres Gargantas del Yangtsé, se encuentra dentro de la ciudad a nivel de prefectura.
Dentro de la ciudad a nivel de prefectura de Yichang, el Yangtsé está unido por varios afluentes, como el río Qing (derecha) y los ríos Xiang Xi y Huangbo (izquierda).
La zona urbana central de Yichang está dividida en varios distritos. En la orilla derecha (noreste) del Yangtsé se encuentran el distrito de Xiling (donde está el centro de la ciudad), el distrito de Yiling (barrios al norte del centro) y el distrito de Wujiagang (zona sur). La zona de la ciudad en la orilla opuesta (sureste) del río se incluye en el Distrito de Dianjun. Todos estos distritos, a excepción del central Xiling, incluyen también una buena cantidad de zona suburbana/rural fuera del núcleo urbano de la ciudad.

## Clima
El clima es subtropical, con cuatro estaciones plenamente diferenciadas. Los veranos son húmedos y calurosos mientras que los inviernos son fríos y secos. La temperatura media es de 17 °C, siendo enero el más frío con 5 °C y julio con 28, con 1550 h de sol y 1.130 mm de lluvia al año.
| Parámetros climáticos promedio de Yicháng (1971—2000)           | Parámetros climáticos promedio de Yicháng (1971—2000) | Parámetros climáticos promedio de Yicháng (1971—2000) | Parámetros climáticos promedio de Yicháng (1971—2000) | Parámetros climáticos promedio de Yicháng (1971—2000) | Parámetros climáticos promedio de Yicháng (1971—2000) | Parámetros climáticos promedio de Yicháng (1971—2000) | Parámetros climáticos promedio de Yicháng (1971—2000) | Parámetros climáticos promedio de Yicháng (1971—2000) | Parámetros climáticos promedio de Yicháng (1971—2000) | Parámetros climáticos promedio de Yicháng (1971—2000) | Parámetros climáticos promedio de Yicháng (1971—2000) | Parámetros climáticos promedio de Yicháng (1971—2000) | Parámetros climáticos promedio de Yicháng (1971—2000) |
| Mes                                                             | Ene.                                                  | Feb.                                                  | Mar.                                                  | Abr.                                                  | May.                                                  | Jun.                                                  | Jul.                                                  | Ago.                                                  | Sep.                                                  | Oct.                                                  | Nov.                                                  | Dic.                                                  | Anual                                                 |
| --------------------------------------------------------------- | ----------------------------------------------------- | ----------------------------------------------------- | ----------------------------------------------------- | ----------------------------------------------------- | ----------------------------------------------------- | ----------------------------------------------------- | ----------------------------------------------------- | ----------------------------------------------------- | ----------------------------------------------------- | ----------------------------------------------------- | ----------------------------------------------------- | ----------------------------------------------------- | ----------------------------------------------------- |
| Temp. máx. media (°C)                                           | 8.6                                                   | 10.7                                                  | 15.1                                                  | 22.0                                                  | 26.6                                                  | 29.7                                                  | 32.3                                                  | 32.2                                                  | 27.8                                                  | 22.6                                                  | 16.7                                                  | 11.2                                                  | 21.3                                                  |
| Temp. mín. media (°C)                                           | 2.0                                                   | 3.6                                                   | 7.4                                                   | 13.3                                                  | 17.8                                                  | 21.5                                                  | 24.1                                                  | 23.9                                                  | 19.8                                                  | 14.6                                                  | 9.2                                                   | 4.1                                                   | 13.4                                                  |
| Precipitación total (mm)                                        | 22.6                                                  | 30.5                                                  | 58.4                                                  | 86.2                                                  | 129.7                                                 | 148.0                                                 | 216.3                                                 | 173.8                                                 | 123.0                                                 | 85.0                                                  | 46.8                                                  | 17.6                                                  | 1137.9                                                |
| Días de precipitaciones (≥ 0.1 mm)                              | 7.5                                                   | 8.7                                                   | 12.2                                                  | 12.9                                                  | 13.5                                                  | 14.1                                                  | 15.1                                                  | 13.1                                                  | 11.4                                                  | 11.4                                                  | 8.6                                                   | 6.9                                                   | 135.4                                                 |
| Horas de sol                                                    | 77.0                                                  | 78.9                                                  | 96.8                                                  | 133.2                                                 | 154.1                                                 | 153.0                                                 | 186.2                                                 | 201.3                                                 | 143.6                                                 | 132.6                                                 | 113.6                                                 | 97.2                                                  | 1567.5                                                |
| Humedad relativa (%)                                            | 74                                                    | 72                                                    | 74                                                    | 74                                                    | 74                                                    | 77                                                    | 80                                                    | 78                                                    | 76                                                    | 75                                                    | 74                                                    | 73                                                    | 75.1                                                  |
| Fuente: China Meteorological Administration 30 de marzo de 2009 |                                                       |                                                       |                                                       |                                                       |                                                       |                                                       |                                                       |                                                       |                                                       |                                                       |                                                       |                                                       |                                                       |

## Economía
Yicháng es un importante puerto y centro de distribución de mercancías. Está ubicado muy cerca de la presa Gezhouba; la otra presa, la famosa Presa de las Tres Gargantas, está ubicada a 40 km de la ciudad.
En la prefectura de Yichang hay muchos proyectos hidroeléctricos importantes. Los más conocidos son las dos enormes presas del río Yangtze: la presa de Gezhouba (situada justo aguas arriba de la ciudad central de Yichang) y la Presa de las Tres Gargantas, que se encuentra 40 kilómetros aguas arriba. La presa de Geheyan y la de Gaobazhou, en el río Qing, también son importantes. Además de éstas, un gran número de centrales eléctricas medianas y pequeñas funcionan en ríos y arroyos más pequeños dentro de la prefectura.

## Transporte
La ciudad se conecta entre sí y con sus vecinas por medio de todos los medios de transporte:
Aire: el aeropuerto Yichang-Sanxia está ubicado en el Distrito Xiaoting, a 26 km del centro de la ciudad y a 55 km de la Presa de Tres Gargantas.
Agua: Yichang es un importante puerto fluvial sobre el río Yangtsé con muelles activos. El río Qing en la parte sur de la ciudad, es una vía marítima importante.
Tierra: varios trenes pasan por la ciudad, con la cual la conecta con toda China de una forma rápida y barata. la vía férrea Jiaozuo–Liuzhou (焦柳铁路) de 1600 km de largo y construida entre 1969 y 1978. Varias autopistas nacionales también la conectan como la 318 (318国道) de 5.400 km.

## Galería de imgágenes

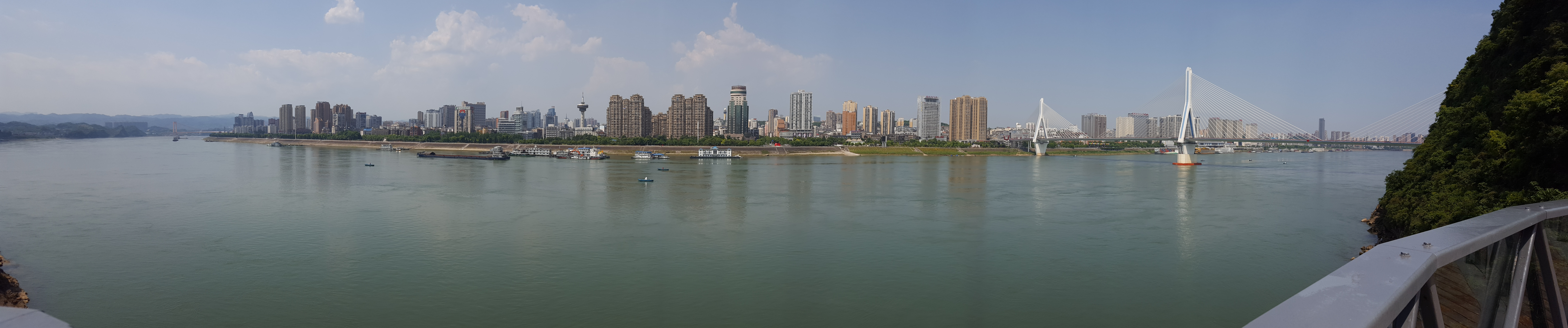
Yichang skyline

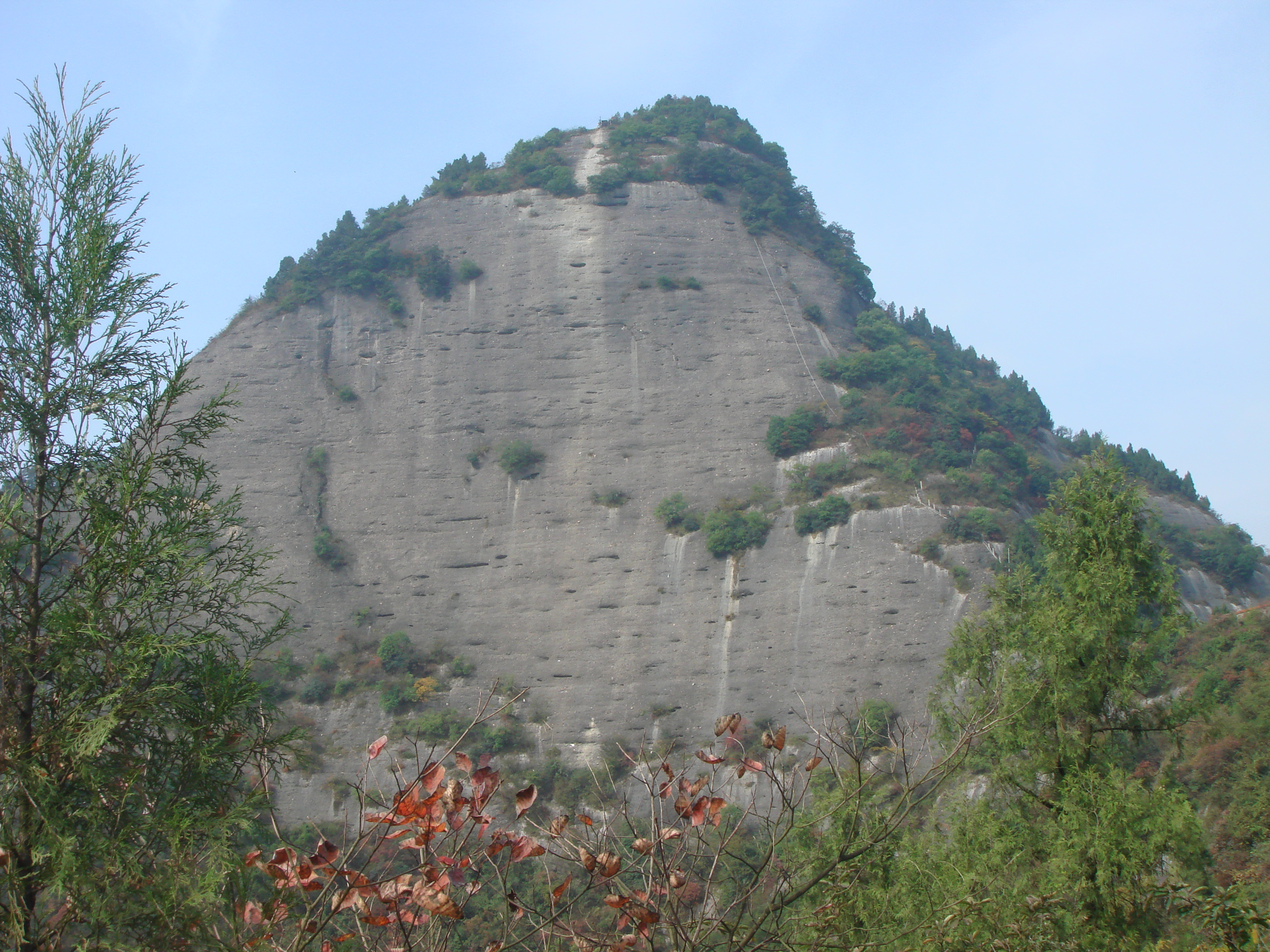
Montaña Wenfo
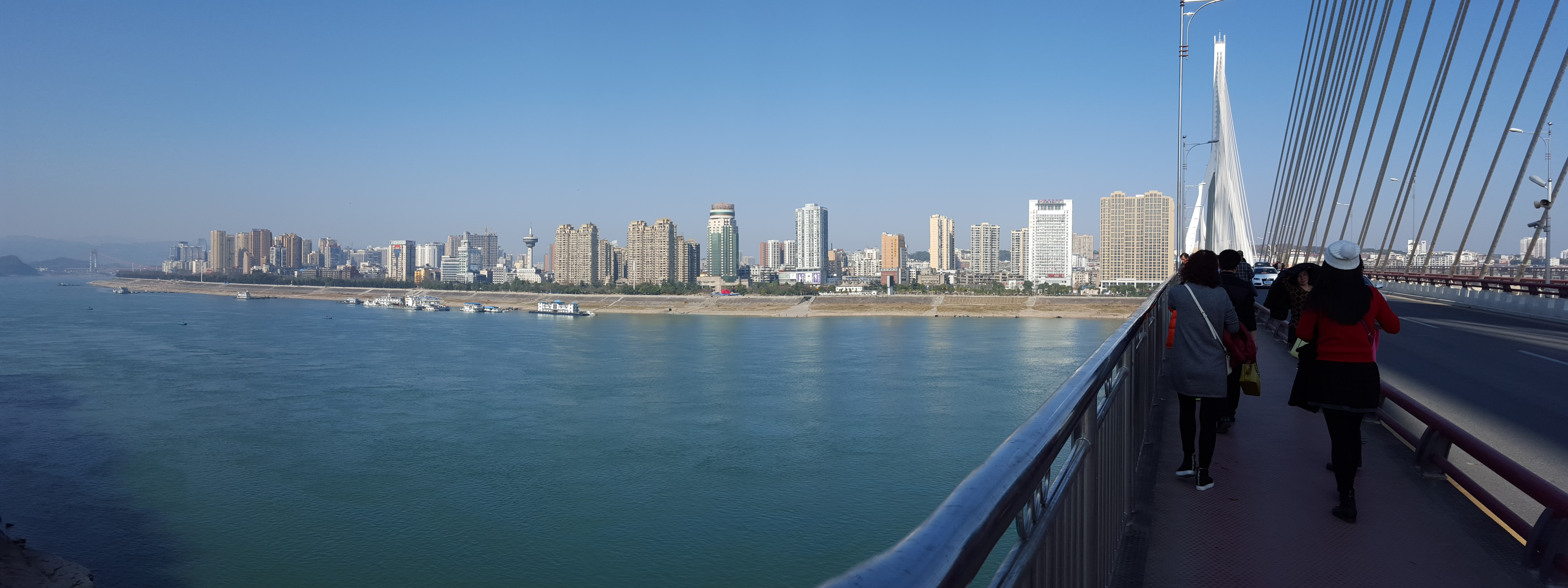
Río Yangtsé
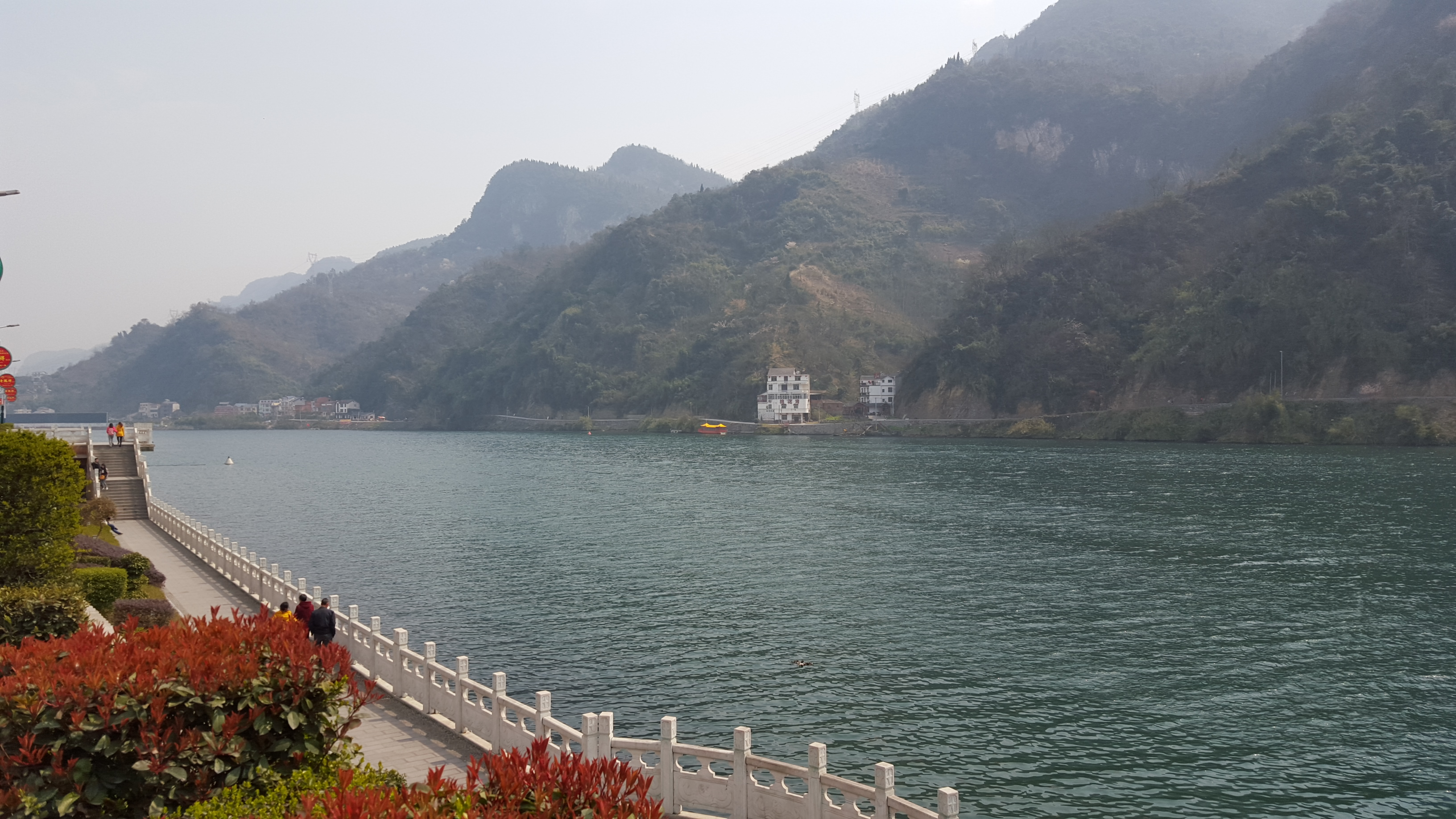
Río Qing
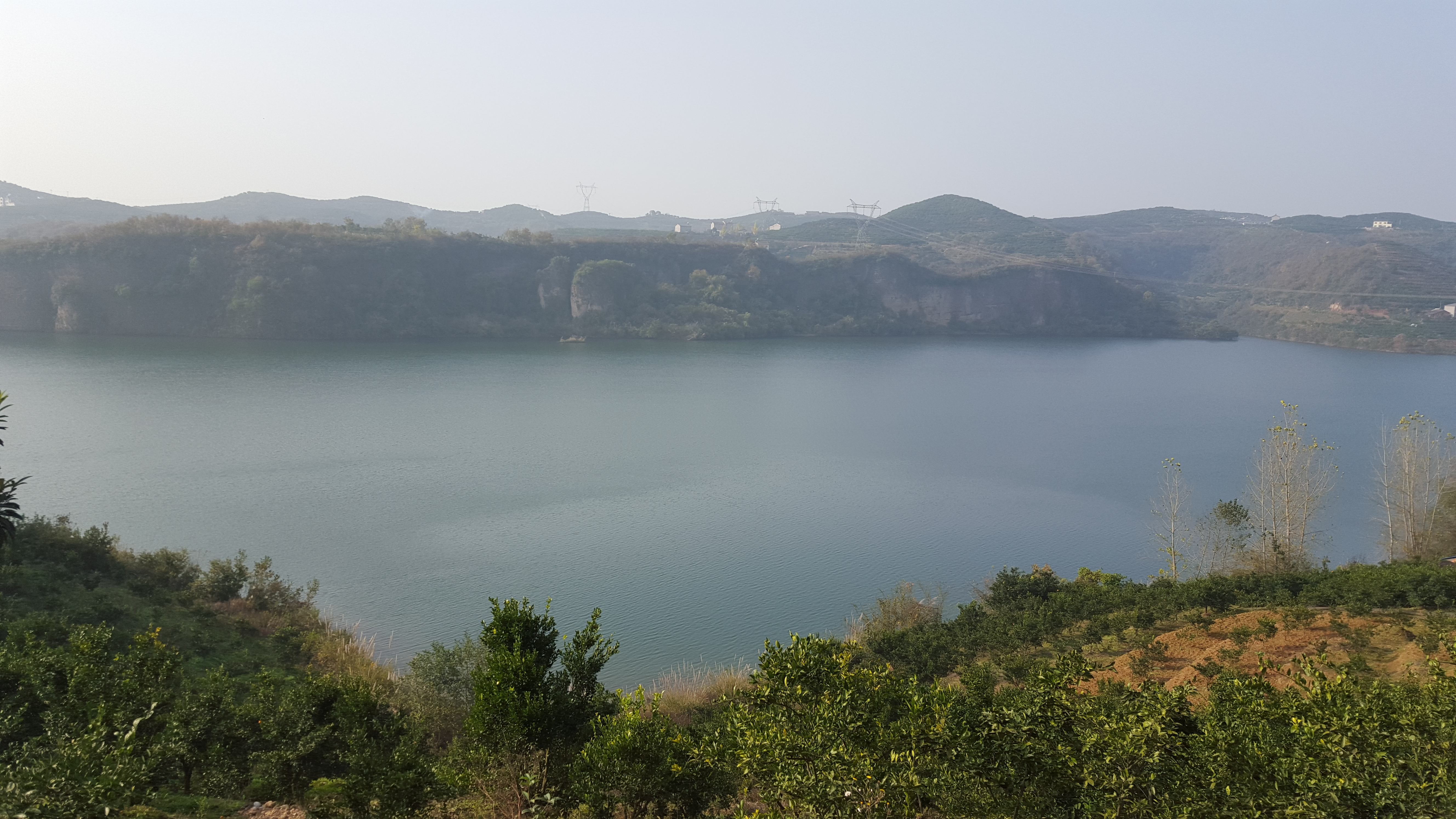
Reserva Guanzhuang
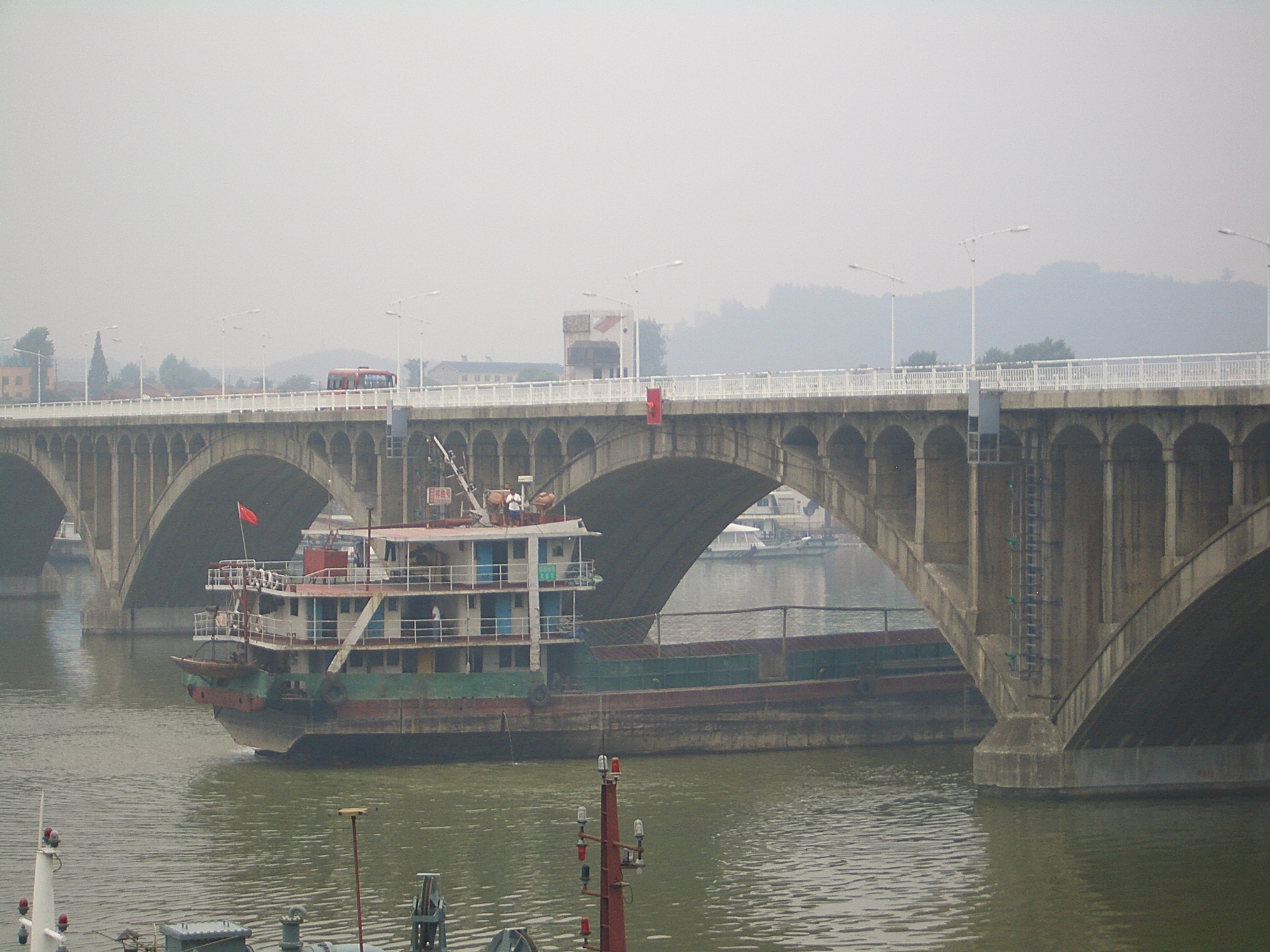
Río Huangbo
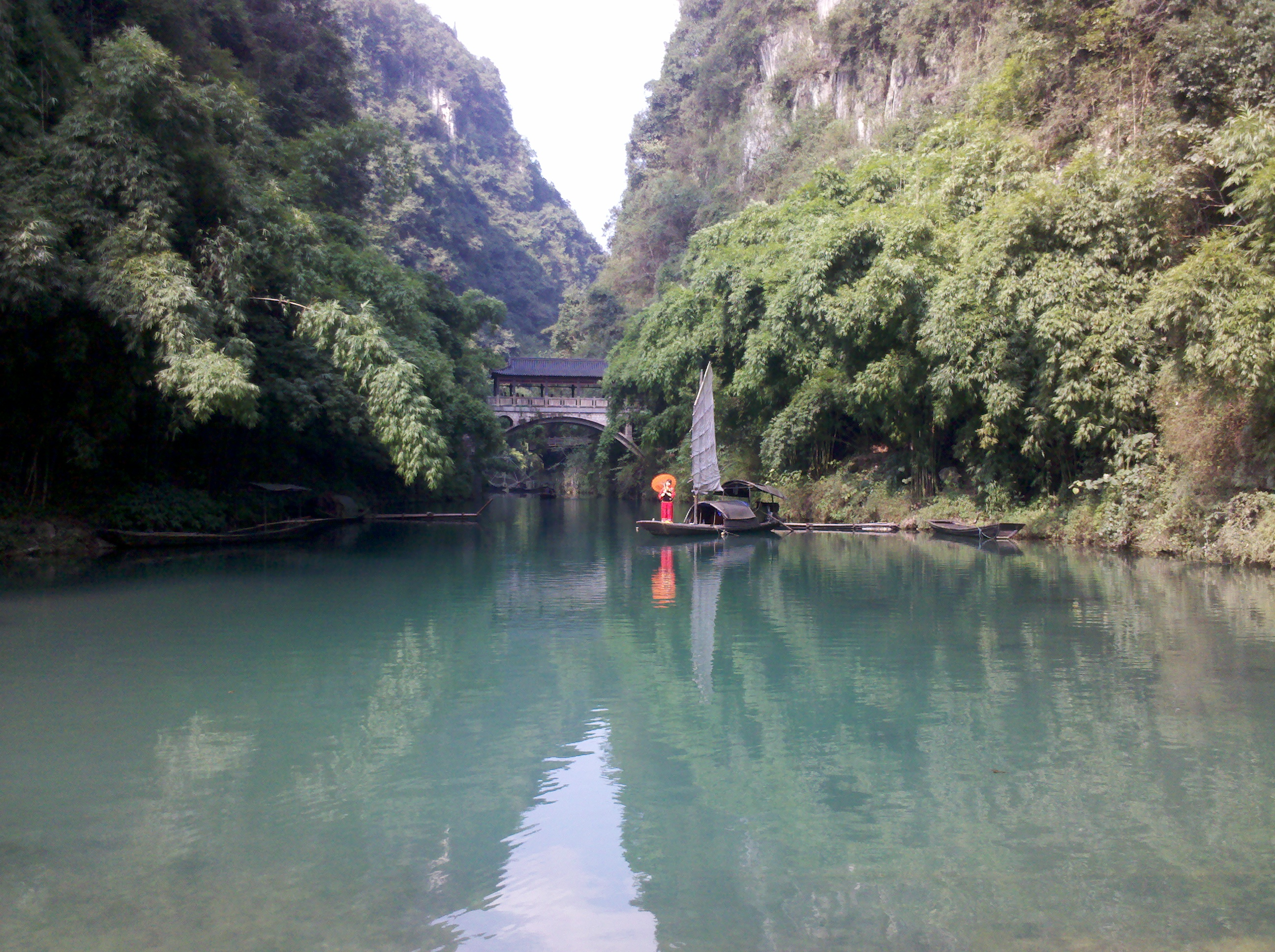
Tribe of Three Gorges
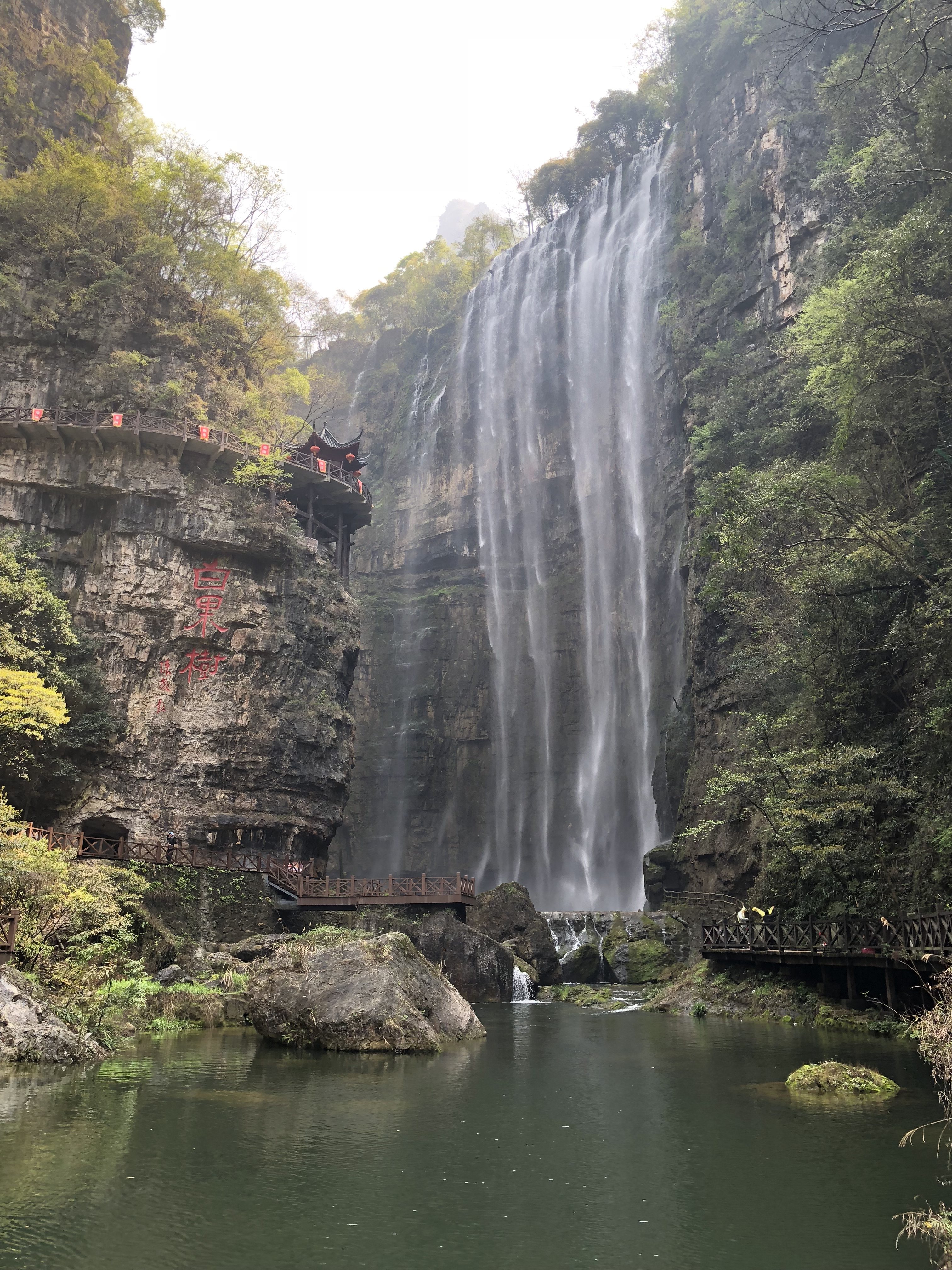
Cascada de las Tres Gargantas
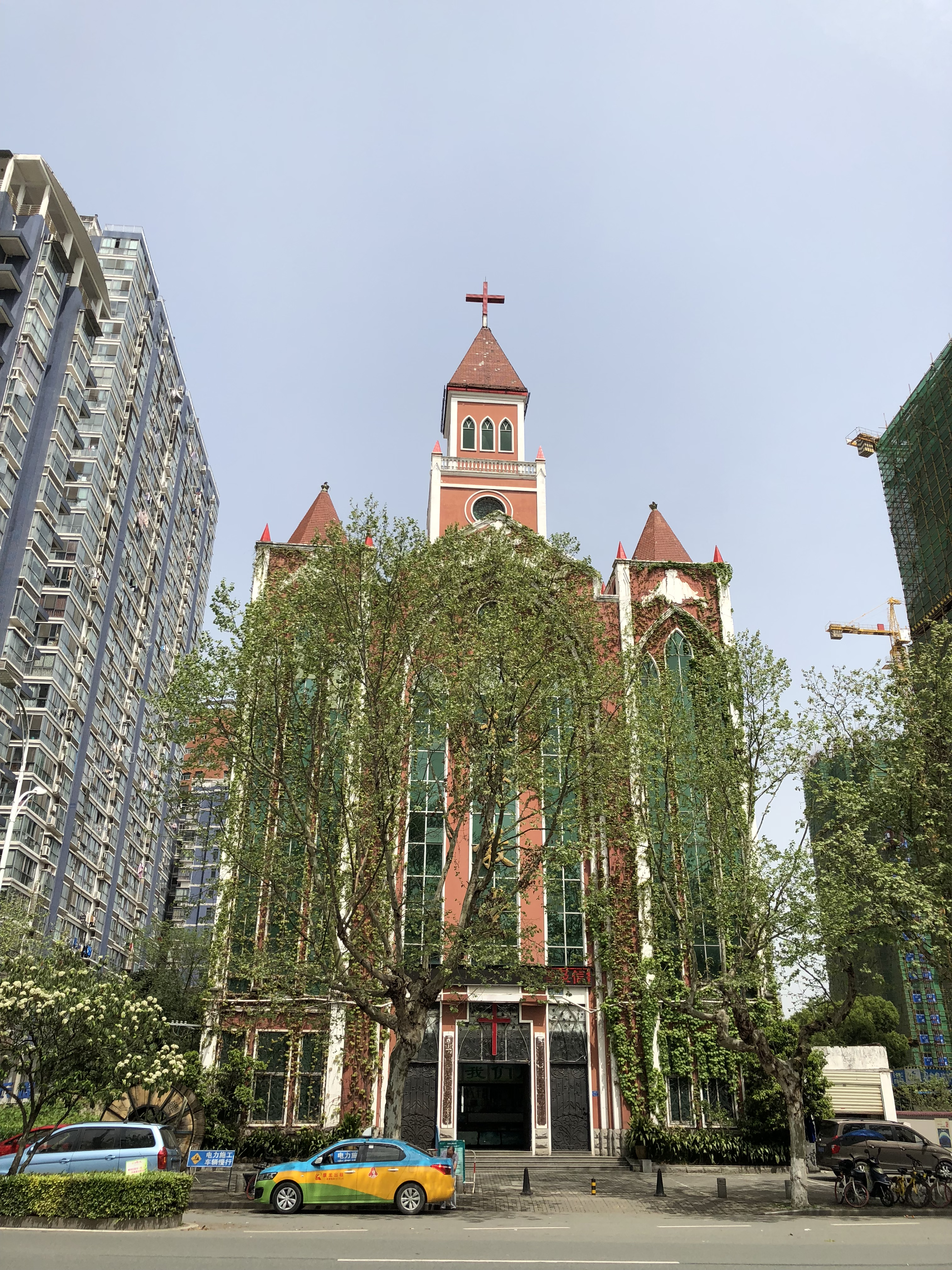
Cristiandad en Yichang
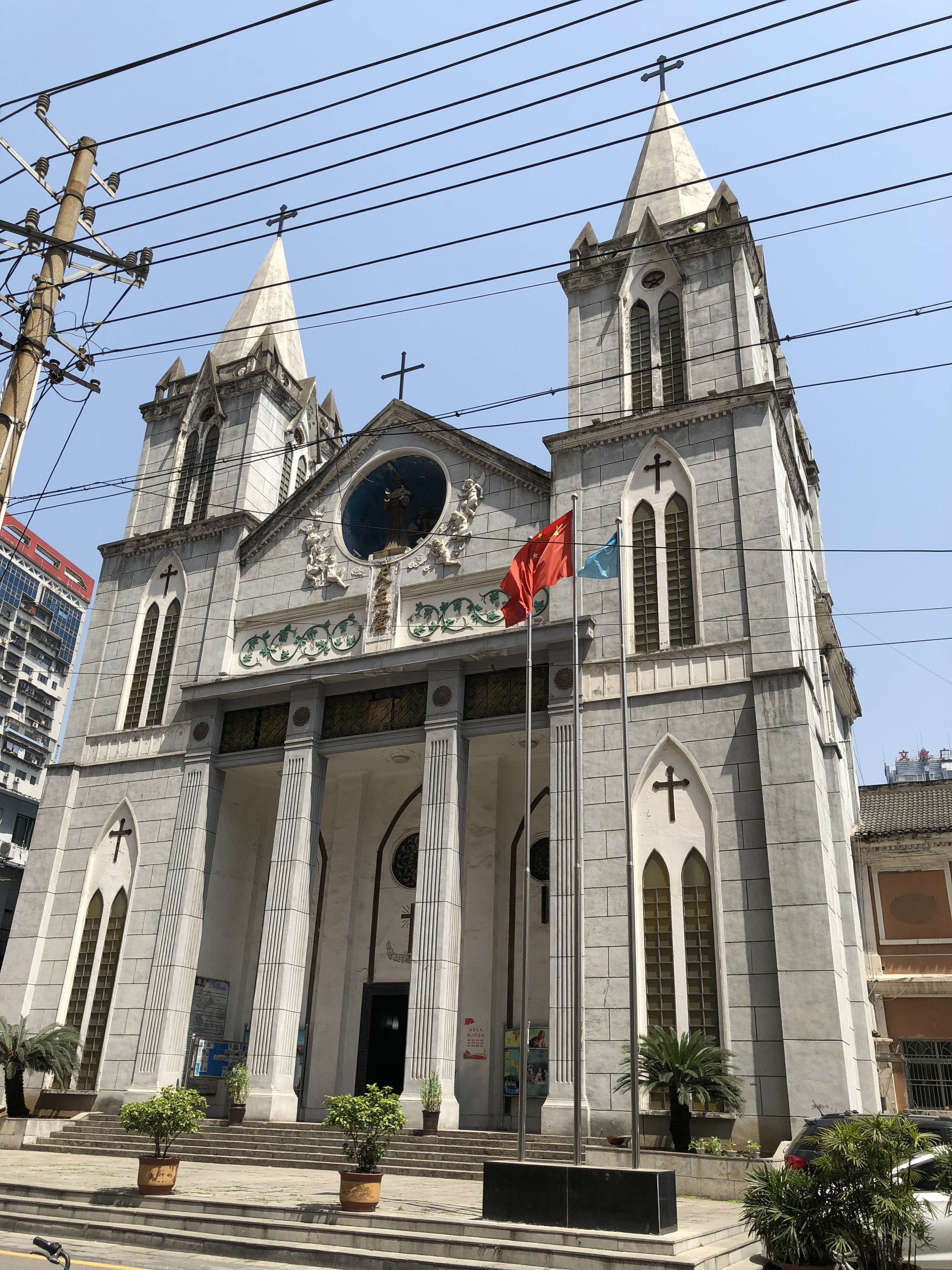
Diócesis Católica de Yichang
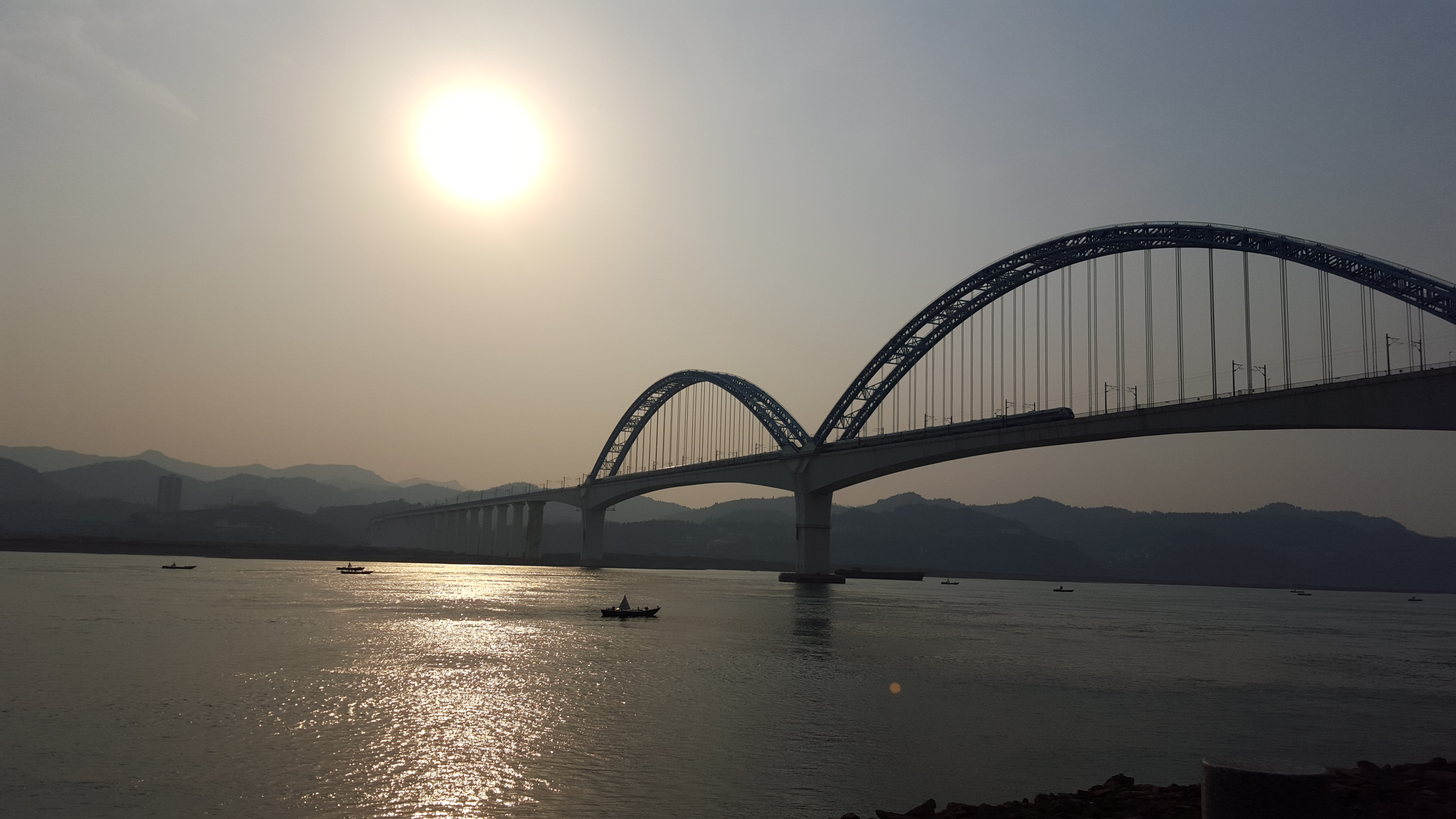
Puente ferroviario sobre el río Yangtsé en Yichang
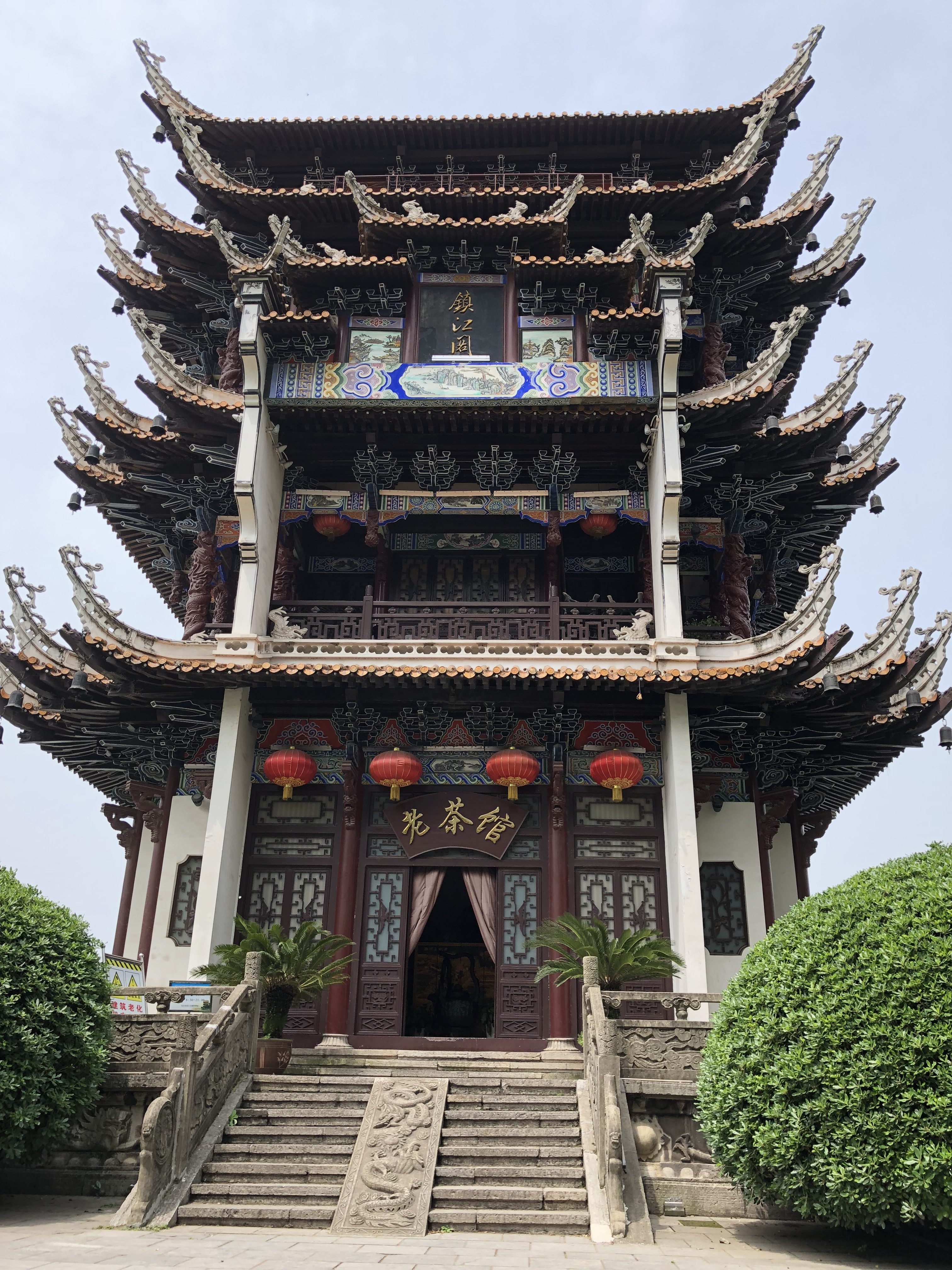
Pabellón Zhenjiang
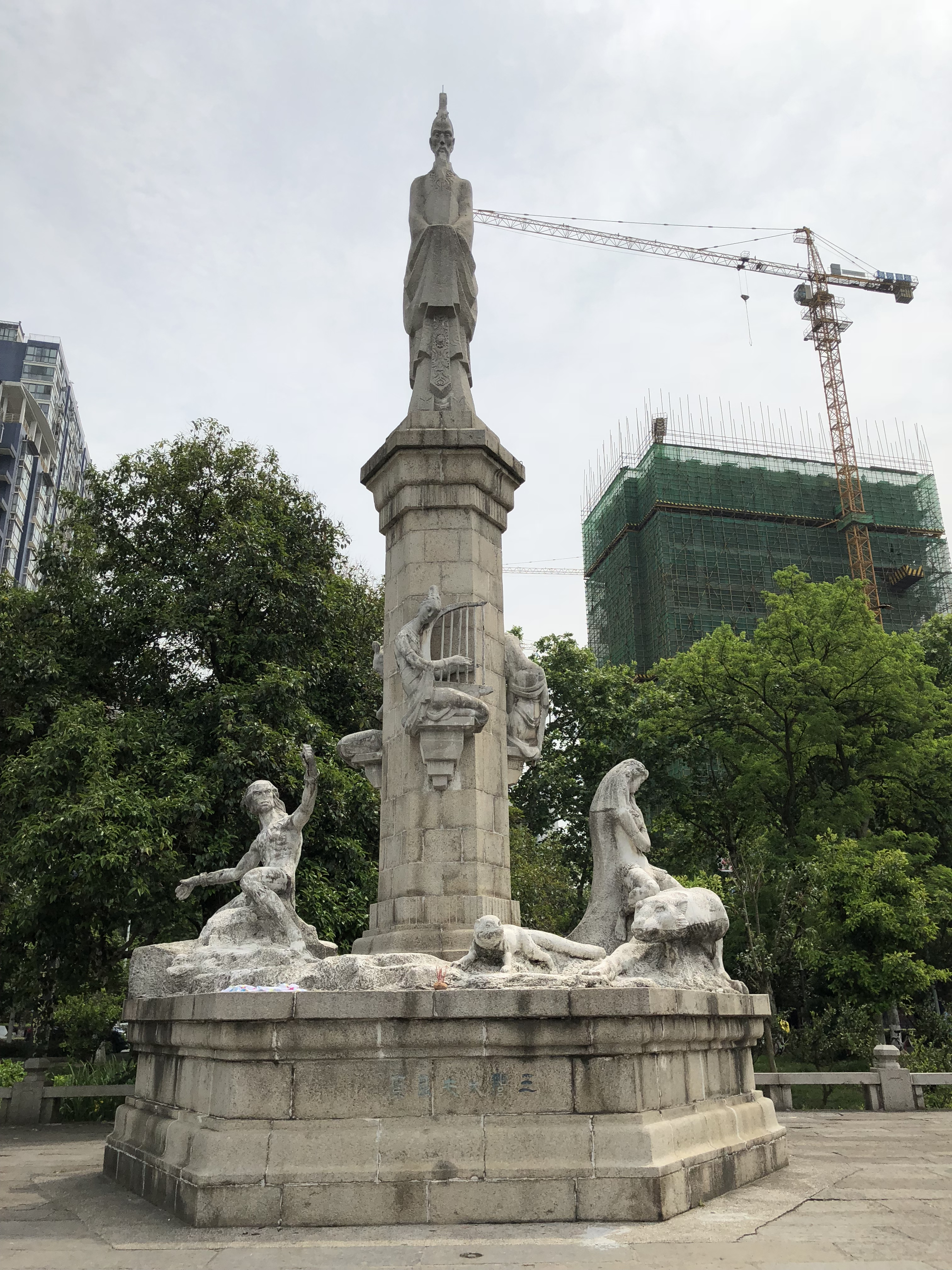
Estatua de Quyuan